# Isola del Tè
L'isola del Tè (in inglese Tea Island in spagnolo Isla del Tè) è una piccola isola dell'Oceano Atlantico nell'emisfero australe che fa parte dell'arcipelago delle isole Falkland ed è situata tra l'isola Staats e l'isola Weddell.

## Storia
I primi coloni europei giunsero nel XVIII secolo e con le isole Governor, Green, Rookery e Split vennero popolate di pecore fino alla fine degli anni settanta del XX secolo. Nel territorio vennero introdotte anche specie non autoctone e dannose che in seguito fu necessario eradicare. La prima eradicazione multispecie venne completata nel 2009 e riguardò la volpe grigia della Patagonia e il ratto norvegese. Nel 2016 sono stati eradicati i topi domestici Mus musculus, i conigli europei Oryctolagus cuniculus e i ratti norvegesi.

## Geografia e descrizione
La piccola isola fa parte dell'arcipelago delle isole Falkland ed è situata tra l'isola Staats e l'isola Weddell. Altra isola vicina è l'isola Split. L'isola è caratterizzata da scogliere a strapiombo rivolte a ovest e coste profondamente frastagliate. Ci sono pendii molto ripidi sopra le coste orientali con coste rocciose, alcune spiagge sabbiose e baie riparate. Nell'entroterra le isole di quest'area sono montuose con molte vette che superano i 150 metri e alcune oltre i 200 metri.

## Amministrazione
Il territorio, come tutto quello dell'arcipelago delle isole Falkland, è amministrato dal Regno Unito come uno dei territori d'oltremare britannici ed è rivendicato dall'Argentina. Per il suo possesso venne combattuta nel 1982 la guerra delle Falkland.

## Aspetti naturalistici
L'isola del Tè ha la caratteristica di essere colonizzata da una varietà di portulaca non pienamente identificata, forse una nuova pianta endemica.